# Джек Сок
Джек Сок (англ. Jack Sock, 12 грудня 1992) — американський тенісист, олімпійський чемпіон та медаліст, дворазовий чемпіон Вімблдону в парному розряді, чемпіон США в парному розряді, переможець Відкритого чемпіонату США в міксті.
Сок виграв Відкритий чемпіонат США 2011 у міксті, граючи з Мелані Уден. Разом із канадцем Вашеком Поспішилом він виграв парні змагання Вімблдонського турніру 2014. Ще раз Сок переміг на вімблдонських кортах у парі з Майком Браяном тоді, коли Боб Браян не зміг скласти пару своєму братові через травму. Пара Браян/Сок виграла також наступний турнір Великого шолома — Відкритий чемпіонат США.
Бронзову олімпійську медаль Джек Сок виборов на Олімпіаді 2016 в Ріо-де-Жанейро, граючи в парі зі Стівом Джонсоном. Золоту олімпійську медаль та звання олімпійського чемпіона Сок здобув на Олімпіаді в Ріо в турнірі змішаних пар, граючи з Бетані Маттек-Сендс.
В одиночному розряді виграв 4 турніри, у тому числі Мастерс Париж у 2017 році.